# جو شنايدر
جو شنايدر (بالإنجليزية: Joe Schneider) هو مجدف نيوزيلندي، ولد في القرن العشرين، وتوفي في 15 مارس 2013.